# Schatoiski rajon
Der Schatoiski rajon (russisch Шатойский район; tschetschenisch ШуьйтӀан кӀошт) ist ein Rajon in der Tschetschenischen Republik in Russland. Er liegt südlich der Republikhauptstadt Grosny. Verwaltungszentrum ist das Dorf Schatoi.
Die Einwohnerzahl beträgt 16.812 (Stand 14. Oktober 2010).